# Horváth Dániel (ciszterci szerzetes)
Horváth Dániel Ferenc (Győr, 1785. november 15. – Zirc, 1866. január 26.) zirc-ciszterci rendi áldozópap és tanár, a jenai tudós társaság tagja.

## Élete
1805. október 15-én lépett a rendbe; 1809. május 22-én pappá szentelték. 1809-13-ban borzavári, porvai és esztergári lelkész; egyúttal 1812-13-ban a növendékek tanára volt Zircen. 1813-14-ben gimnáziumi tanár Székesfehérvárt, 1814-17-ben tanár és igazgató Pécsett; 1817-19-ben porvai lelkész, 1819-20-ban gimnáziumi tanár Egerben, 1820-21-ben könyvtárőr és esztergári lelkész, 1821-26-ben gimnáziumi igazgató Székesfehérvárt, 1826-27-ben a növendékek tanára Zircen, 1827-től 1863-ig lelkész Hercegfalván, 1863-ban nyugalomba vonult.

## Munkái
- Nagy tiszteletű Fittler Imre úrnak a Zircz-, pilis- és pásztói apátság áldozó papjának, midőn Előszálláson születése napját június fogytán 1836. ünnepelné. Székes-Fejérvár, (Költemény.)
- Nagyságos Verbói Szlucha Imre úrnak, midőn jászok és kunok főkapitáni székét elfoglalná, bőjt elő havának VI. napján 1837. tisztelettel örvend... Székes-Fejérvár, 1837. (Költ.)
- A bölcseség vigasztalásai, Anicius Manlius Torquatus Severinus Boethius után magyarul... Székes-Fejérvár, 1838.

### Kézirati munkája
Magyarország polgári s védő alkotásának első eredetét és talpkövet Ázsiában kell, és csak utóbbi lassú kiképzését lehet az európai feudale szistemában keresni. Bodzavár (?) 1819. (4rét 50 lap a m. nemz. múzeumban.). Levelei Horvát Istvánhoz Pécs. 1815. Szent András napján, 1817. május 9-én és Zircz, 1817. június 24-én szintén a Magyar Nemzeti Múzeumban.)